# Maisoncelles-du-Maine
Maisoncelles-du-Maine település Franciaországban, Mayenne megyében. Lakosainak száma 510 fő (2022. január 1.). Maisoncelles-du-Maine Parné-sur-Roc, Arquenay, Le Bignon-du-Maine, Entrammes és Villiers-Charlemagne községekkel határos.

## Népesség
A település népességének változása:
| Lakosok száma | 327  | 350  | 365  | 453  | 537  | 528  | 517  | 516  | 514  | 510  |
|               | 1968 | 1982 | 1990 | 2006 | 2013 | 2015 | 2017 | 2019 | 2020 | 2022 |